# Róg (biologia)
Uzasadnienie:  Obydwa artykuły dotyczą rogu ssaków @Mpn

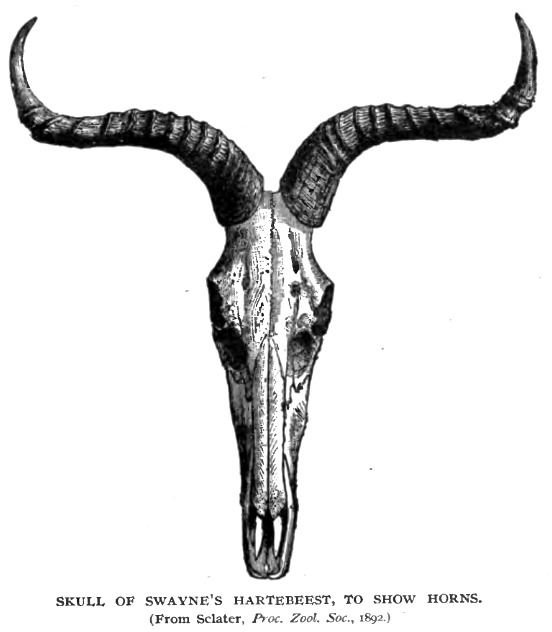
Czaszka i rogi bawolca krowiego (Alcelaphus buselaphus)

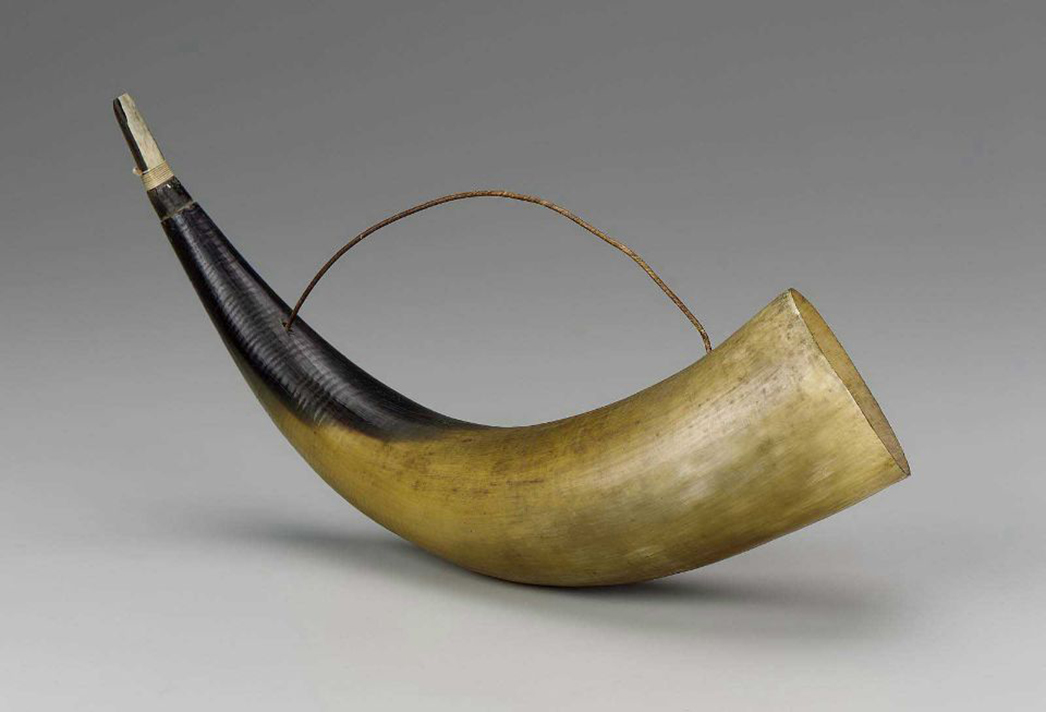
Instrument muzyczny wykonany z rogu

Róg (łac. cornu, liczba mnoga – cornua), wyrostek rogowy – twardy wyrostek występujący na głowie niektórych ssaków, zwykle parzyście. W większości przypadków jest to wytwór skóry właściwej zbudowany z twardej keratyny (pochwa rogowa) czasem wraz z pokrywanymi możdżeniami.
U wołowatych są to puste, osadzone na możdżeniach wytwory skóry właściwej (zbudowanej z tkanki łącznej zwartej). Są obecne u obu płci oraz nie są wymieniane (poza widłorogiem (Antilocapra americana), u którego pochwy rogowe są zrzucane raz do roku, po okresie godowym). Róg jak całość (możdżeń wraz z pochwą rogową) składa się z:
- podstawy (basis cornus)
- trzonu (corpus cornus)
- wierzchołka (apex cornus)

Na podstawie wykształcenia rogów można wnioskować o:
- przynależności systematycznej
- stanie zdrowia
- ciążach (u krów każda ciąża powoduje wykształcenie się pierścienia na rogu)[1]

W przypadku nosorożców rogi są wytworami naskórka (jak włosy).